# New Malden
New Malden är en del av en befolkad plats i Storbritannien.   Den ligger i grevskapet Greater London och riksdelen England, i den södra delen av landet, 15 km sydväst om huvudstaden London. New Malden ligger 21 meter över havet och antalet invånare är 23 818.
Terrängen runt New Malden är platt. Runt New Malden är det mycket tätbefolkat, med 3 022 invånare per kvadratkilometer. Närmaste större samhälle är City of London, 17,1 km nordost om New Malden. Runt New Malden är det i huvudsak tätbebyggt.